# Bucephalus varicus
Bucephalus varicus är en plattmaskart. Bucephalus varicus ingår i släktet Bucephalus och familjen Bucephalidae. Inga underarter finns listade i Catalogue of Life.